# Callerya megasperma
Espèce
Synonymes
- Millettia megasperma (F.Muell.) Benth.
- Wistaria megasperma F.Muell.

Callerya megasperma est une espèce de plantes à fleurs de la famille des Fabaceae. C'est une plante grimpante originaire de l'Est de l'Australie. Elle a été initialement décrite comme Wistaria megasperma par Ferdinand von Mueller en 1859 à partir d'un spécimen prélevé près de la rivière Richmond. Elle a été longtemps connue sous le nom de Millettia megasperma, après avoir été renommée par George Bentham dans son Australiensis Flora en 1864. Elle a reçu son nom actuel en 1994  par AM Schot. Son nom est dérivé des mots du grec ancien « megas » grand et sperma « graine », qui fait référence à ses grosses graines.

## Description
C'est une liane vigoureuse qui peut atteindre 20 m de longueur, avec des tiges ligneuses à l'écorce écailleuse. Elle a des feuilles pennées de 15 à 30 cm de long, composées chacune de 7 à 19 petits folioles brillants elliptiques à obovales, qui mesurent de 4 à 10 cm de long et 2 à 3,5 cm de large. La floraison va de juillet à octobre, les fleurs poussent en grappes de 10 à 25 cm de long,.

## Répartition et habitat
Callerya megasperma pousse dans le sud-est du Queensland et le nord-est de la Nouvelle-Galles du Sud jusqu'à la rivière Richmond. Elle pousse dans la forêt tropicale.

## Écologie
C'est une espèce indicatrice précieuse car elle pousse souvent en association avec Pararistolochia praevenosa, l'une des plantes servant à l'alimentation des chenilles du rare Ornithoptera richmondia. Callerya megasperma est pour sa part une source de nourriture pour les chenilles de Candalides absimilis et Hasora khoda.

## Utilisation
C'est une plante de jardin attrayante, qui croît très rapidement quand elle est jeune et a besoin de beaucoup d'espace pour croître et d'une structure pouvant supporter son poids. Elle exige un bon drainage. Elle a été cultivée avec succès à Melbourne, où il lui a fallu 20 ans pour fleurir.